# Homoanarta farinosa
Homoanarta farinosa är en fjärilsart som beskrevs av Max Wilhelm Karl Draudt 1924. Homoanarta farinosa ingår i släktet Homoanarta och familjen nattflyn. Inga underarter finns listade i Catalogue of Life.